# Saison 1953-1954 de la Jeunesse sportive de Kabylie
Maillots
Chronologie
Saison précédente Saison suivante
La saison 1953-1954 fut la huitième saison sportive de la JS Kabylie durant l'époque coloniale. Les matchs se déroulèrent essentiellement en Première division de la Ligue d'Alger Groupe II, ainsi qu'en Coupe Forconi. Ce fut sa cinquième et dernière saison dans cette division, une saison qui la verra terminer deuxième au classement de son groupe.
La saison débuta traditionnellement avec les tours préliminaires de la Coupe Forconi qu'elle débuta par le premier tour. Le tirage au sort de la compétition lui donna pour adversaire la formation de l'AS Montpensier-Berre, match qui a eu lieu le 13 septembre 1953 aux Issersville-les-Issers.

## Saison

### Parcours en championnat

#### Calendrier de la Première division, groupe II (1953-1954)
| Phase aller       | Match 1             | Match 2               | Match 3             | Match 4             | Match 5               | Phase retour    |
| ----------------- | ------------------- | --------------------- | ------------------- | ------------------- | --------------------- | --------------- |
| 21 septembre 1953 | O.R. / A.S.R.       | J.S.K. / J.S.M.A.     | A.S.P.T.T. / O.T.O. | W.R.B. / R.C.A.     | R.U.A. / U.S.F.E.     | 3 janvier 1954  |
| 4 octobre 1953    | R.C.A. / A.S.P.T.T. | O.T.O / J.S.K.        | J.S.M.A. / O.R.     | A.S.R. / R.U.A.     | U.S.F.E. / W.R.B.     | 10 janvier 1954 |
| 18 octobre 1953   | R.U.A. / J.S.M.A.   | O.R. / O.T.O.         | J.S.K. / R.C.A.     | A.S.P.T.T. / W.R.B. | A.S.R. / U.S.F.E.     | 24 janvier 1954 |
| 25 octobre 1953   | W.R.B. / J.S.K.     | R.C.A. / O.R.         | O.T.O. / R.U.A.     | J.S.M.A. / A.S.R.   | U.S.F.E. / A.S.P.T.T. | 7 février 1954  |
| 15 novembre 1953  | A.S.R. / O.T.O.     | R.U.A. / R.C.A.       | O.R. / W.R.B.       | J.S.K. / A.S.P.T.T. | J.S.M.A. / U.S.F.E.   | 21 février 1954 |
| 22 novembre 1953  | A.S.P.T.T. / O.R.   | W.R.B. / R.U.A.       | R.C.A. / A.S.R.     | J.S.M.A. / O.T.O.   | U.S.F.E. / J.S.K.     | 28 février 1954 |
| 29 novembre 1953  | J.S.M.A. / R.C.A.   | A.S.R. / W.R.B.       | R.U.A. / A.S.P.T.T. | O.R. / J.S.K.       | O.T.O. / U.S.F.E.     | 7 mars 1954     |
| 10 décembre 1953  | J.S.K. / R.U.A.     | A.S.P.T.T. / A.S.R.   | W.R.B. / J.S.M.A.   | R.C.A. / O.T.O.     | O.R. / U.S.F.E.       | 21 mars 1954    |
| 27 décembre 1953  | O.T.O. / W.R.B.     | J.S.M.A. / A.S.P.T.T. | A.S.R / J.S.K.      | R.U.A. / O.R.       | U.S.F.E. / R.C.A.     | 4 avril 1954    |

#### Phase aller du groupe II
| Dates             | Horaires      | Journées    | Adversaires      | Lieux des rencontres                        | Scores | Arbitres         | Références          |
| ----------------- | ------------- | ----------- | ---------------- | ------------------------------------------- | ------ | ---------------- | ------------------- |
| 27 septembre 1953 | 15 h 30 UTC+1 | 1re journée | JSM Alger        | Stade Municipal Arsène Weinman (Tizi Ouzou) | 3-2    | M. Fourrier.     | [ Rapport match 1 ] |
| 4 octobre 1953    | 15 h 30 UTC+1 | 2e journée  | O Tizi-Ouzou     | Stade Municipal Arsène Weinman (Tizi Ouzou) | 1-1    | M. Crespo.       | [ Rapport match 2 ] |
| 18 octobre 1953   | 15 h 30 UTC+1 | 3e journée  | RC Arbaa         | Stade Municipal Arsène Weinman (Tizi Ouzou) | 2-0    | M. Calfoun.      | [ Rapport match 3 ] |
| 25 octobre 1953   | 15 h 30 UTC+1 | 4e journée  | WR Belcourt      | Stade de Curtillet (Curtillet)              | 0-1    | M. Giner.        | [ Rapport match 4 ] |
| 6 décembre 1953   | 15 h 30 UTC+1 | 5e journée  | ASPTT Alger      | Stade Municipal Arsène Weinman (Tizi Ouzou) | 2-1    | M. Di Méglio.    | [ Rapport match 5 ] |
| 22 novembre 1953  | 15 h 30 UTC+1 | 6e journée  | US Fort-de-l'Eau | Stade Fort-de-l'Eau (Fort-de-l'Eau)         | 1-2    | M. Mazzochi.     | [ Rapport match 6 ] |
| 29 novembre 1953  | 15 h 30 UTC+1 | 7e journée  | O Rouïba         | Stade de Rouïba (Rouïba)                    | 1-1    | M. Ghemri.       | [ Rapport match 7 ] |
| 20 décembre 1953  | 15 h 30 UTC+1 | 8e journée  | RU Alger         | Stade Municipal Arsène Weinman (Tizi Ouzou) | 0-0    | M. Denadji.      | [ Rapport match 8 ] |
| 27 décembre 1953  | 15 h 30 UTC+1 | 9e journée  | AS Rivet         | Stade Municipal de Rivet (Rivet)            | 1-4    | M. Leyguevaques. | [ Rapport match 9 ] |

#### Phase retour du groupe II
| Dates           | Horaires      | Journées    | Adversaires      | Lieux des rencontres                        | Scores | Arbitres         | Références           |
| --------------- | ------------- | ----------- | ---------------- | ------------------------------------------- | ------ | ---------------- | -------------------- |
| 3 janvier 1954  | 15 h 30 UTC+1 | 10e journée | JSM Alger        | Stade Marcel Cerdan (Alger)                 | 1-5    | M. Leubeuvant.   | [ Rapport match 10 ] |
| 10 janvier 1954 | 15 h 30 UTC+1 | 11e journée | O Tizi-Ouzou     | Stade Municipal Arsène Weinman (Tizi Ouzou) | 0-1    | M. Attanasio. J. | [ Rapport match 11 ] |
| 24 janvier 1954 | 15 h 30 UTC+1 | 12e journée | RC Arbaa         | Stade de l'Arba (Arba)                      | 0-2    | M. Mazzochi.     | [ Rapport match 12 ] |
| 7 février 1954  | 15 h 30 UTC+1 | 13e journée | WR Belcourt      | Stade Municipal Arsène Weinman Tizi Ouzou   | 6-3    | M. Roméro.       | [ Rapport match 13 ] |
| 21 février 1954 | 15 h 30 UTC+1 | 14e journée | ASPTT Alger      | Stade Marcel Cerdan (Alger)                 | 1-0    | M. Leubevant.    | [ Rapport match 14 ] |
| 28 février 1954 | 15 h 30 UTC+1 | 15e journée | US Fort-de-l'Eau | Stade Municipal Arsène Weinman Tizi Ouzou   | 1-1    | M. Muck.         | [ Rapport match 15 ] |
| 7 mars 1954     | 15 h 30 UTC+1 | 16e journée | O Rouïba         | Stade Municipal Arsène Weinman Tizi Ouzou   | 3-0    | M. Caratino.     | [ Rapport match 16 ] |
| 21 mars 1954    | 15 h 30 UTC+1 | 17e journée | RU Alger         | Stade de Hussein-Dey (Hussein-Dey)          | 1-2    | M. Sahraoui.     | [ Rapport match 17 ] |
| 4 avril 1954    | 15 h 30 UTC+1 | 18e journée | AS Rivet         | Stade Municipal Arsène Weinman Tizi Ouzou   | 3-0    | M. Garcia. P.    | [ Rapport match 18 ] |

#### Classement final
À l'issue du championnat, la JS Kabylie, finit donc au deuxième rang à un petit point du leader. Ce résultat lui permet tout de même de participer au "tournoi des deuxièmes", dont le vainqueur obtiendra une chance d'accéder en Division Honneur face au dernier du "tournoi des premiers". Seuls les trois premiers en auront le droit à l'issue de ces barrages, ce qui fut longuement expliqué avant le début de saison. Néanmoins cette place au classement lui confère d'office une présence l'an prochain en Promotion Honneur, nouvelle division créée se voulant l'antichambre de la Division Honneur, en cas de mauvais résultat lors des matchs de classement, ce qui est tout de même une bonne récompense au vu de la grande saison réalisée par l'équipe kabyle.
Le classement est établi sur le même barème de points que durant l'époque coloniale, c'est-à-dire qu'une victoire vaut trois points, un match nul deux points et la défaite est à un point.
| Rang | Équipe           | Pts | J  | G  | N | P  | Bp | Bc | Diff |
| ---- | ---------------- | --- | -- | -- | - | -- | -- | -- | ---- |
| 1    | ASPTT Alger      | 47  | 18 | 13 | 3 | 2  |    |    |      |
| 2    | JS Kabylie       | 46  | 18 | 12 | 4 | 2  | 38 | 15 | +23  |
| 3    | RU Alger         | 41  | 18 | 9  | 5 | 4  |    |    |      |
| 4    | WR Belcourt      | 41  | 18 | 10 | 3 | 5  |    |    |      |
| 5    | O Tizi-Ouzou     | 39  | 18 | 7  | 7 | 4  |    |    |      |
| 6    | US Fort-de-l'Eau | 32  | 18 | 5  | 4 | 9  |    |    |      |
| 7    | O Rouïba         | 31  | 18 | 5  | 3 | 10 |    |    |      |
| 8    | JSM Alger        | 28  | 18 | 4  | 2 | 12 |    |    |      |
| 9    | RC Arbaa         | 28  | 18 | 4  | 2 | 12 |    |    |      |
| 10   | AS Rivet         | 27  | 18 | 4  | 1 | 13 |    |    |      |

- Vainqueur du Groupe II

- 2e du Groupe II

- 3e, 4e et 5e du Groupe II

- 6e, 7e et 8e du Groupe II

- Avant-dernier du Groupe II

- Dernier du Groupe II

### Parcours en Coupe Forconi de football
| Dates             | Horaires      | Tours               | Adversaires          | Lieux des rencontres                      | Scores | Arbitres         | Références           |
| ----------------- | ------------- | ------------------- | -------------------- | ----------------------------------------- | ------ | ---------------- | -------------------- |
| 13 septembre 1953 | 15 h 00 UTC+1 | Tour 1              | AS Montpensier-Berre | Stade des Issers (Issersville-les-Issers) | 6-0    | M. Boccéchiampe. | [ Rapport match 19 ] |
| 27 septembre 1953 | 15 h 00 UTC+1 | Tour 1 match rejoué | AS Montpensier-Berre | Stade de Ménerville (Ménerville)          | 2-1    | ??               | [ Rapport match 20 ] |
| 4 octobre 1953    | 14 h 30 UTC+1 | Tour 2              | O Rouïba             | Stade de Bordj Ménaïel (Bordj Menaiel)    | 4-2    | ??               | [ Rapport match 21 ] |
| 11 octobre 1953   | 14 h 30 UTC+1 | Tour 3              | OCB Oued-Fodda       | Stade de Hydra (Hydra)                    | 3-1    | M. Deradji       | [ Rapport match 22 ] |
| 8 novembre 1953   | 14 h 00 UTC+1 | Tour 4              | GS Orléansville      | Stade de El Affroun (El Affroun)          | 0-3    | ??               | [ Rapport match 23 ] |

## Buteurs
| Joueurs | Championnat | Coupe Forconi | Total |
| ------- | ----------- | ------------- | ----- |
|         |             |               |       |
|         |             |               |       |
|         |             |               |       |
|         |             |               |       |
|         |             |               |       |
| Total   |             |               |       |

## Voir également
- Jeunesse sportive de Kabylie